# Suproleague
Suproleague (eller FIBA Suproleague) var en basketballturnering, som blev afviklet af det internationale basketballforbunds europæiske afdeling, FIBA Europe, i sæsonen 2000-2001. Suproleague var en turnering for nationale mesterhold og tænkt som fortsættelsen af FIBA European Champions Cup, mesterholdenes cupturnering, som havde været afviklet siden 1956-1957 sæsonen. Men turneringen blev udkonkurreret af Euroleague, som blev afviklet af organisationen for de professionelle nationale ligaer i Europa, ULEB, og blev nedlagt efter sin første sæson.

## Splittelsen mellem Euroleague og Suproleague
Fra 1956-1957 sæsonen afviklede FIBA en europæisk mesterholdsturnering, men i 2000 besluttede ULEB at bryde med FIBA og etablere en liga for 24 af de stærkeste og rigeste klubber i Europa. På dette tidspunkt benyttede FIBA navnet FIBA Euroleague, men da man aldrig havde registreret navnet som varemærke, kunne ULEB overtage det uden konsekvenser.
I sæsonen 2000-2001 var der derfor to konkurrerende klubturneringer, men da en række af de største klubber i Suproleague valgte at gå over i Euroleage fra sæsonen 2001-2002, besluttede FIBA at nedlægge mesterholdenes turnering.

## 2000-2001 sæsonen
Maccabi Tel Aviv fra Israel blev den første og eneste vinder af Suproleague efter at have slået græske Panatathinaikos BC i finalen. I dag anerkendes både Maccabi og vinderen af samme års Euroleague, Virtus Bologna fra Italien, som vindere af den europæiske mesterholdsturnering.